# Abel da Costa Xavier

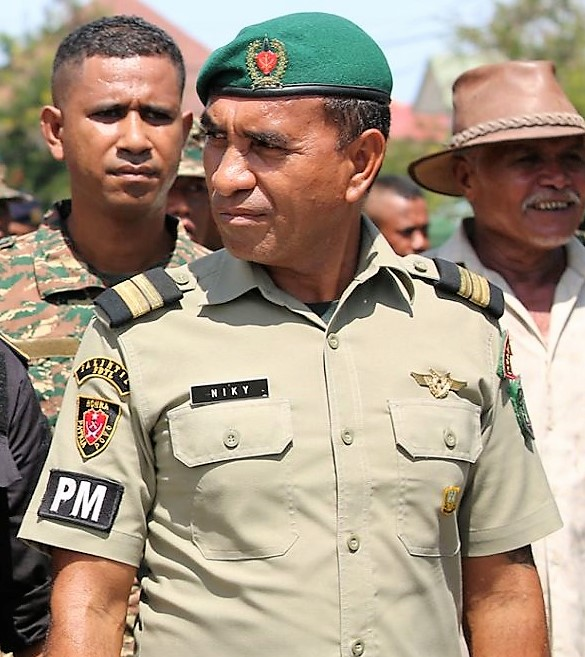
Major Abel da Costa Xavier (2020)

Abel da Costa Xavier (* 12. Mai 1972 in Laga, Baucau, Portugiesisch-Timor), Kampfname Niki (Niky, deutsch Fledermaus, Flughund), ist ein osttimoresischer Soldat der Verteidigungskräfte Osttimors (F-FDTL). Er führt derzeit den Rang eines Oberstleutnants (Stand 2023). Von 2018 bis 2023 war er Kommandant der Militärpolizei.

## Werdegang
Während der indonesischen Besatzungszeit bis 1999 war Xavier Mitglied der Forças Armadas de Libertação Nacional de Timor-Leste (FALINTIL), des bewaffneten Arms des osttimoresischen Widerstands. In Vorbereitung auf das Unabhängigkeitsreferendum in Osttimor 1999 wurden im Rahmen der Friedensvereinbarungen die Kämpfer der FALINTIL in Lagern unter internationaler Überwachung kaserniert. Xavier ging in das Lager in Uai-Mori, wo er die Flagge der FALINTIL am 20. August 1999 in einer Zeremonie setzte.
2000 wurde Xavier in die neugegründete F-FDTL als Primeiro-Sargento übernommen. Von 2001 bis 2002 war er in Metinaro als Zugführer stationiert. 2003 ging Xavier für einen Fortbildungskurs nach Australien und wurde danach zum Fähnrich (Alferes) befördert. Ab 2005 gehörte er der Militärpolizei an. 2007 wurde Xavier zum Oberleutnant und übernahm vom abtrünnigen Alfredo Reinado das Kommando über die Militärpolizei. 2010 wurde Xavier Hauptmann. Er führte die Militärpolizei bis zum 15. Februar 2011, als er von Renilde Corte-Real da Silva abgelöst wurde und nach Portugal zu einem Lehrgang ging. 2013 wurde Xavier Major und übernahm 2018 wieder die Führung der Militärpolizei. 2023 wurde Xavier als Oberstleutnant Xefe Estadu Maiór (CEM) der Unidade FALINTIL.

## Sonstiges
Xavier ist Präsident des Fußballvereins Aitana FC. Er soll Mitglied der Sagrada Família sein.